# Voetbalkampioenschap van Wezer-Jade
Het voetbalkampioenschap van Wezer-Jade (Duits: Kreisliga Weser-Jade) was een regionale voetbalcompetitie in de omgeving van de steden Bremen, Oldenburg en Wilhelmshaven. De competitie werd georganiseerd door de Noord-Duitse voetbalbond. De competitie werd genoemd naar de rivieren Wezer en Jade.
Er waren aanvankelijk twee reeksen (Wezer en Jade), maar een club kon het ene seizoen in de ene competitie spelen en het andere jaar weer in de andere. In 1928 brak er revolutie uit in Noord-Duitsland omdat de grote clubs vonden dat de vele competities hen zwakker maakten op nationaal vlak. Er werd een eigen competitie opgezet met tien clubs, waarvan de meeste uit de regio Hamburg kwamen. Na dit seizoen gaf de voetbalbond toe en de elf competities werden teruggeschroefd naar zes. Voor de twee competities Wezer en Jade betekende dit dat de twee reeksen samensmolten tot één reeks Wezer-Jade.
In 1933 kwam de NSDAP aan de macht in Duitsland en werden alle regionale voetbalbonden opgeheven. De Gauliga werd ingevoerd als hoogste klasse en de clubs uit de competitie Wezer-Jade gingen spelen in de Gauliga Niedersachsen. 

## Kampioenen
| Seizoen | Groep Wezer           | Groep Jade            |
| ------- | --------------------- | --------------------- |
| 1923    | FC Stern 07 Bremen    | SV Werder Bremen      |
| 1924    | VfB Komet 1896 Bremen | VfB Wilhelmshaven     |
| 1925    | VfB Komet 1896 Bremen | Bremer SV 06          |
| 1926    | SV Werder Bremen      | Bremer SV 06          |
| 1927    | SV Werder Bremen      | VfB Komet 1896 Bremen |
| 1928    | VfB Komet 1896 Bremen | SV Werder Bremen      |

| Seizoen | Kampioen              |
| ------- | --------------------- |
| 1930    | Bremer SV 06          |
| 1931    | Bremer SV 06          |
| 1932    | VfB Komet 1896 Bremen |
| 1933    | VfB Komet 1896 Bremen |

## Eeuwige ranglijst
| Club                      | /10 | Seizoenen (1922-1928, 1929-1933) |
| ------------------------- | --- | -------------------------------- |
| ABTS 1891 Bremen          | 10  | 1922-1928, 1929-1933             |
| SV Werder Bremen          | 10  | 1922-1928, 1929-1933             |
| Bremer SV 06              | 10  | 1922-1928, 1929-1933             |
| VfB Komet 1896 Bremen     | 10  | 1922-1928, 1929-1933             |
| Bremer BV Union 1901      | 8   | 1924-1928, 1929-1933             |
| FC Stern 07 Bremen        | 6   | 1922-1928                        |
| VfB Oldenburg             | 6   | 1922-1928                        |
| SV Frisia Oldenburg       | 6   | 1922-1928                        |
| Geestemünder SC 04        | 6   | 1922-1928                        |
| FV 1900 Woltmershausen    | 5   | 1923-1928                        |
| Polizei SV Bremen         | 5   | 1927-1928, 1929-1933             |
| FC SuS 1900 Delmenhorst   | 5   | 1927-1928, 1929-19333            |
| TuS Eintracht Bremen      | 4   | 1922-1925, 1927-1928             |
| VfL Hohenzollern Bremen   | 4   | 1922-1926                        |
| Wilhelmshavener SV 1906   | 4   | 1925-1928, 1929-1930             |
| SV Grün-Weiß Bremen       | 4   | 1924-1928                        |
| VfB Wilhelmshaven         | 3   | 1922-1925                        |
| Wilhelmshavener SC Frisia | 3   | 1925-1928                        |
| VfL Germania Leer         | 3   | 1930-1933                        |
| SV 1862 Hemelingen        | 2   | 1922-1924                        |
| Cuxhavener SV             | 2   | 1922-1924                        |
| VfL 05 Rüstringen         | 2   | 1926-1928                        |
| TSV 1861 Wulsdorf         | 1   | 1922-1923                        |
| SC Nordenham              | 1   | 1927-1928                        |
| SV Grün-Weiß Bremen       | 1   | 1927-1928                        |

1922/23 · 1923/24 · 1924/25 · 1925/26 · 1926/27 · 1927/28 · 1929/30 · 1930/31 · 1931/32 · 1932/33